# Tricyrtis maculata
Tricyrtis maculata är en liljeväxtart som först beskrevs av David Don, och fick sitt nu gällande namn av James Francis Macbride. Tricyrtis maculata ingår i släktet skuggliljor, och familjen liljeväxter. Inga underarter finns listade.